# فصة منجلية
الفصة المنجلية أو البرسيم الأصفر نبات معمر يتبع لجنس الفصة من الفصيلة البقولية. اسمه العلمي (باللاتينية: Medicago falcata).

## البيئة والانتشار
موطنه بلاد الشام والمغرب العربي وتركيا والقوقاز وكل مناطق أوروبا من اليونان والبلقان إلى إسبانيا والبرتغال وشمالاً من إيرلندا وبريطانيا إلى فنلندا وروسيا. تنتشر حاليا في كل أنحاء العالم.

## الوصف النباتي
كبقية أنواع الفصة، تتكون ورقة الفصة المنجلية من ثلاث وريقات.

## مرادفات للاسم العلمي
- (باللاتينية: Medicago aurantiaca Godr. (provisional))
- (باللاتينية: Medicago borealis Grossh.)
- (باللاتينية: Medicago glandulosa Davidov)
- (باللاتينية: Medicago kotovii Wissjul.)
- (باللاتينية: Medicago procumbens Besser)
- (باللاتينية: Medicago quasifalcata Sinskaya)
- (باللاتينية: Medicago romanica Prodan)
- (باللاتينية: Medicago tenderiensis Klokov)